# Altare del Sacro Sangue
L'altare del Sacro Sangue è un'opera scultorea lignea di Tilman Riemenschneider, collocato nel coro occidentale della chiesa di San Giacomo a Rothenburg ob der Tauber, in Baviera, Germania. Eseguito tra il 1500 e il 1505 circa, è tra i maggiori capolavori della scultura gotica tedesca e del suo artista.

## Storia
Verso la fine del XV secolo, la reliquia del sangue di Cristo custodita nella chiesa di San Giacomo a Rothenburg sta catalizzando la fede cittadina quale responsabile di svariati miracoli. La reliquia attrae moltissimi fedeli in pellegrinaggio, che lasciano offerte e indulgenze. Il consiglio comunale cittadino decide quindi di collocare la reliquia entro un degno altare per il quale viene coinvolto Tilman Riemenschneider, scultore con bottega a Würzburg e in quel periodo all'apice della sua carriera artistica.
Riemenschneider riceve in compenso solo 60 fiorini, una somma estremamente modesta in relazione all'opera eseguita. Ciò può essere dipeso dalla monocromia dell'opera e dall'assenza di materiali preziosi, condizioni formali che certo incontravano il favore della committenza e del clima politico-culturale che si respirava a Rothenburg in quel periodo. In effetti, dopo solo un ventennio dalla conclusione dell'opera, la cittadina si schiera dalla parte del popolo nella guerra dei contadini tedeschi, ispirata dalla riforma protestante. Solo lo stile neutro dell'altare, in effetti, lo salva dalle accuse di idolatria, preservandolo dalla furia iconoclasta e consentendogli di preservarsi integro fino a oggi.

## Descrizione
L'altare si presenta come una sorta di gigantesco ostensorio completamente traforato, fino ad assumere un aspetto etereo. Lo stesso basamento, anziché essere massiccio, si compone di tre arcate trasparenti ospitanti due angeli e un crocifisso centrale, che sostituisce uno scrigno per altre reliquie. Nel polittico centrale, dotato di due antelli apribili, si trova il gruppo dell'Ultima cena, fulcro dell'intera opera. Al di sopra, l'ancona riprende tra guglie e pinnacoli slanciati e filigranati, contornando un crocifisso centrale posto tra angeli adoranti entro il quale si trova la preziosa reliquia del Sacro Sangue, custodita entro un cristallo di rocca.

## Stile

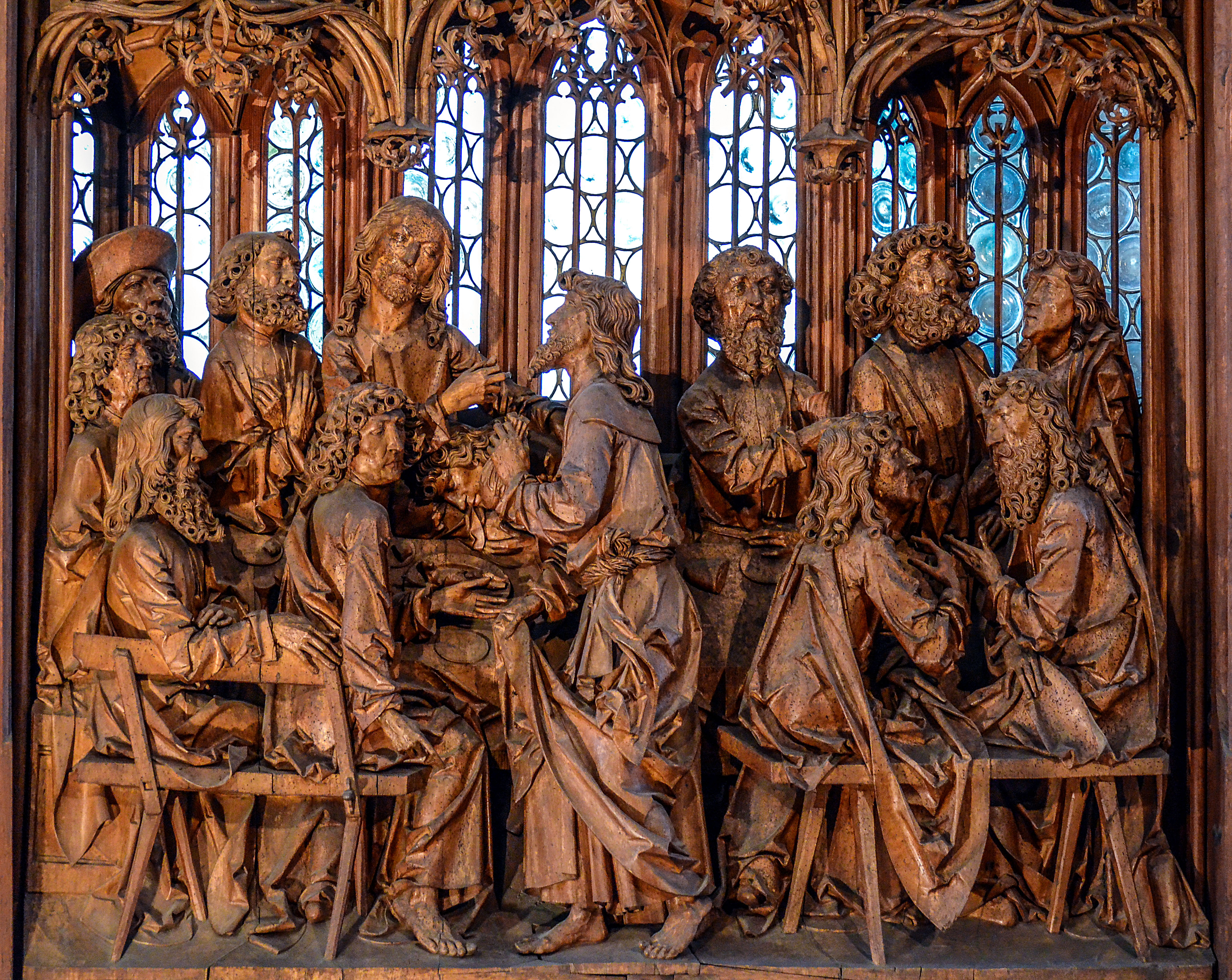
Dettaglio dellUltima cena.

Lo straordinario impatto scenico dell'altare trova il suo contrapposto nella relativa semplicità dei suoi materiali, legno lasciato al naturale senza cromie e senza dorature, neppure nei punti focali. L'ampio spazio conferito all'Ultima cena rafforza il significato teologico della reliquia del Sacro Sangue, poiché è il momento dell'istituzione dell'eucaristia in cui il pane e il vino diventano corpo e sangue di Cristo.
Tra i molti tratti insoliti formali e compositivi dell'opera, il maggiore è senz'altro la scelta di porre Giuda Iscariota il protagonista assoluto della scena. Come accennato nel Vangelo di Giovanni, Giuda è in effetti il prescelto da Cristo, grazie al cui tradimento è possibile la Redenzione. La collocazione centrale di Giuda è quindi un puro espediente narrativo che induce il fedele alla riflessione secondo molteplici indirizzi di pensiero, a seconda della sua concezione e interpretazione del significato di Cristo e della reliquia del suo sangue.
A ciò concorre la scabrezza del legno naturale, al di là delle considerazioni prima esposte sulle ragioni politiche di tale scelta. La monocromia non lo fa apparire un mero oggetto di culto, inutilmente arricchito di fasti dispendiosi, permettendo al fedele di apprezzare unicamente i messaggi di cui si fa portatore. Come si diceva, ciò è in linea con le preoccupazioni sull'idolatria delle immagini religiose che si scateneranno nel giro di pochi anni, rendendo l'opera di Riemenschneider già corrispondente alla nuova concezione religiosa post Riforma.